# Jentilarri

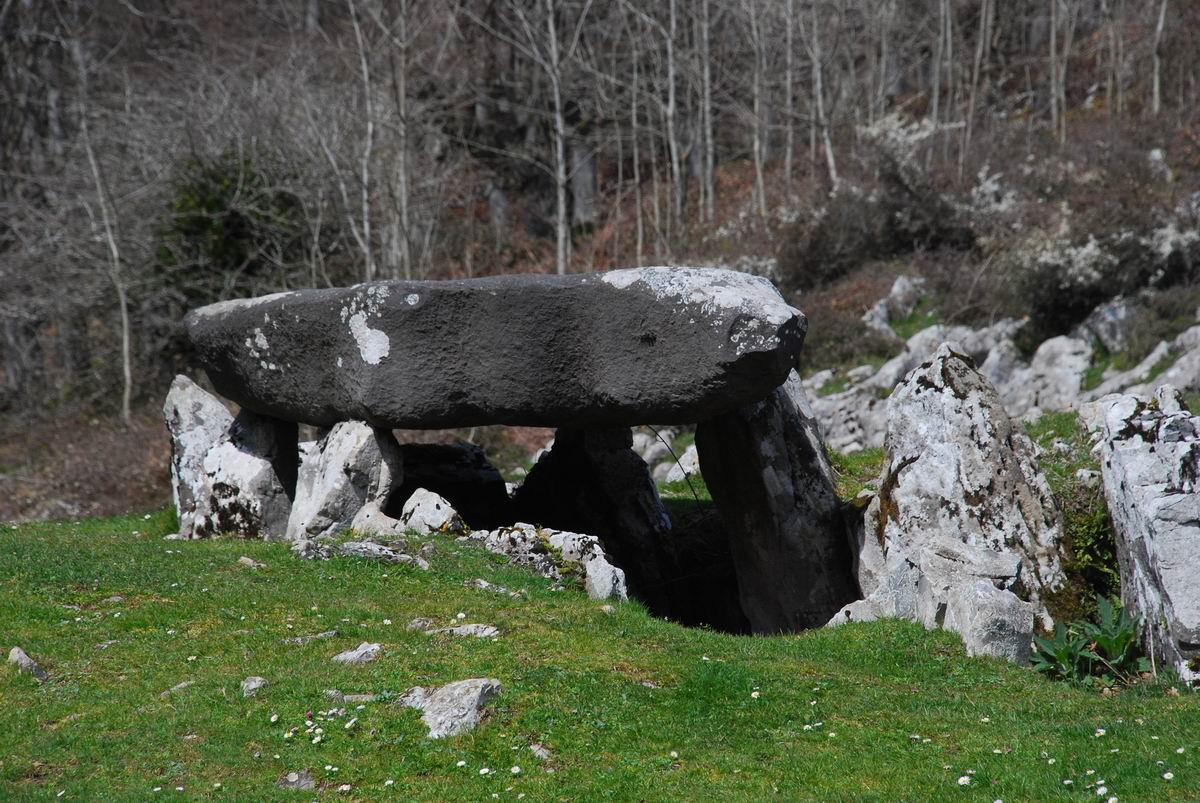
Jentilarri à Goierri.

Jentilarri est le mot basque désignant la « pierre des Jentilak » (gentils dans le sens païens). Il existe de nombreuses pierres nommées ainsi qui figurent dans la mythologie basque et lancées par des personnages mythiques, des géants.
Jentilarri est aussi le nom propre d'un dolmen et d'un menhir situés à 100 mètres l'un de l'autre dans le massif d'Aralar, à Goierri, au Guipuscoa. Le terme Jentilarri désigne aussi les dolmens et cromlechs du Pays basque.

## Étymologie
Jentilarri signifie « pierre des Jentilak » en basque, de Jentil (« païen, gentil ») et harri (« pierre »). Le suffixe a désigne l'article : Jentilarria se traduit donc par « la pierre des Jentil ». On ajoute le suffixe k au mot harria (« la pierre ») pour indiquer le pluriel. Ainsi, Jentilarriak se traduit par « les pierres des Jentilak ».

## Légendes
Selon certaines légendes, des blocs rocheux se trouvent aux emplacements actuels après avoir été jetés de très loin par les Jentilak. Par exemple, les blocs du ravin d'Urdiola (Arramendiaga) furent jetés ici par les Jentil qui jouaient aux boules entre la montagne éponyme et le château d'Arakaldo. Lancé par un Jentil, le rocher de Markola (Zenarrura) recouvrit un homme et sa paire de bœufs. 
Il y a aussi les jentilarriak d'Amil et Aitzbiribil (Mutriku), ceux d'Osuma, Ollarraitza et Lezia (Soraluze); celui d'Iturriberri (Bergara) ; celui de Txoritekoa (Zerain) ; ceux de Trapuxar et de la Plaza d'Urdiain ; ceux de Saltarri et d'Ausa (Aralar).
Ceux lancés par Samson, comme le soi-disant Aitzorrotza d'Urtsuaran ; celui d'Arrabiola de Segura; celui d'Illarramendi ou de Sansonarri de Tolosa ; celui d'Aballarri d'Urnieta; ceux d'Aiako-Arriak et d'Urkabe d'Oiartzun ; ceux d'Ondarraitz (Hendaye) ; la Pierre de Samson près d'Ibiriku.
Ceux lancés par Roland, tels que Ata de Aralar, Urroz, Erratzu, le gouffre de Belarzinketa (Leitza), le chemin de Latse (Itxasu), l'Arrolan-harria de Donaixti, le Bostmendita (Lacarry) lancé du haut de Maidalena.
Celui lancé par Mikolats, comme celui d'Atxispe de Larrabetzu.
Et celui d'Arbotxoota (Ataun) lancé par Sugaar du haut du mont Muskia, etc.